# Économisme
L'économisme, ou parfois économicisme, est un système d'analyse qui tend à tout expliquer (y compris les idées, les valeurs, les sentiments) par le jeu de facteurs économiques, ou par des concepts économiques. Péjorative, l'expression est aussi utilisée pour critiquer la science économique comme n'étant qu'une idéologie. 

## Concept
On appelle économisme un raisonnement ou une analyse qui se fonde sur une vision purement mécanique de la société. Réductiviste, l'économisme ne conçoit les rapports sociaux qu'à travers les prismes de l'analyse coût-avantage. Appliquant ces concepts et méthodes de calcul à l'excès, l'économisme se fonde sur une perception artificielle de l'Homme et de la société, qui ne serait que la zone d'existence d'homines œconomici,.
Le terme d'économisme est dû à ce que cette vision du monde et des rapports sociaux tire son origine des axiomes de la microéconomie standard, qui simplifie et schématise le comportement des individus en les considérant comme rationnels et maximisateurs. Si ces postulats sont nécessaires pour faire fonctionner un certain nombre de modèles économiques, ils deviennent incohérents et irréalistes une fois transposés dans le monde réel.
Dans un sens plus large, une analyse qui ne se fonderait que sur des phénomènes économiques pour expliquer les comportements humains est un économisme. Ainsi de Karl Marx, qui fait des rapports de production et des rapports de richesse la clef explicative de toute organisation sociale et de l'Histoire. Ivan Sainsaulieu nuance toutefois les accusations d'économisme à l'égard d'Adam Smith et de Marx, soulignant que la richesse de leurs écrits dépasse largement la seule explication économique des phénomènes sociaux.

## Utilisations ultérieures
Le mot d'économisme est employé très tôt par les bolcheviks pour critiquer ceux qui réduisaient le marxisme à une théorie économique. Si le marxisme donne en effet le primat à l'économie dans l'explication des phénomènes sociaux, les bolcheviks soutenaient que cela ne devait pas occulter les lignes de perspective ouvertes par Marx, qui permettaient de penser un monde post-économique (voir la sortie de l'économie). L'économiste français Charles Bettelheim a également employé cette expression dans ce sens. 
La signification du concept d'économisme a glissé avec le temps. Le terme est parfois employé pour désigner toute croyance en la capacité de la science économique à apporter des solutions qui améliorent la vie des populations, ou encore, toute croyance en la possibilité pour le système capitaliste de permettre une amélioration des conditions de vie des populations. L'expression est ainsi employée pour critiquer l'économie libérale,.
Didier Motchane soutient que l'économisme serait avant tout une béquille intellectuelle afin d'éviter de prendre conscience de notre ignorance. Il s'agirait ainsi d'une manière de se consoler, « pas seulement de l'anxiété sociale mais aussi bien de l'inquiétude rationaliste », car l'économie s'offrirait « à combler le silence des espaces existentiels qui entourent de leurs océans insensés ».